# Omul-Păianjen: Niciun drum spre casă
Omul-Păianjen: Niciun drum spre casă (titlu original Spider-Man: No Way Home) este un film cu supereroi american lansat în anul 2021 bazat pe personajul Omul-Păianjen din universul Marvel Comics, co-produs de Columbia Pictures și Marvel Studios și distribuit de Sony Pictures Releasing. Este continuarea filmelor Omul-Păianjen: Întoarcerea acasă (2017) și Omul-Păianjen: Departe de casă (2019) și este al 27-lea film din Universul Cinematic Marvel (MCU). Este regizat de Jon Watts, scris de Chris McKenna și Erik Sommers, și îi are pe Tom Holland în rolul lui Peter Parker / Omul-Păianjen împreună cu Zendaya, Benedict Cumberbatch, Jacob Batalon, Jon Favreau, Jamie Foxx, Willem Dafoe, Alfred Molina, Benedict Wong, Tony Revolori, Marisa Tomei, Andrew Garfield și Tobey Maguire. În film, Parker îl roagă pe Dr. Stephen Strange (Cumberbatch) să-i facă pe toți cei care îl cunosc ca Omul-Păianjen să uite acest lucru, după ce identitatea sa secretă i-a fost făcută publică în Departe de casă, dar vraja lui Strange deschide multiversul și permite intrarea în universul lui Parker a cinci antagoniști din realități alternative.
Un al treilea film cu Omul-Păianjen din universul MCU a fost plănuit încă de la producția filmului Întoarcerea acasă în 2017. În august 2019, negocierile dintre Sony și Marvel Studios s-au încheiat cu Marvel părăsind proiectul; cu toate acestea, reacția negativă a fanilor la aflarea veștii a dus la noi discuții între cele două companii o lună mai târziu. Era plănuit ca Watts, McKenna, Sommers, și Holland să se reîntoarcă. Filmările au început în octombrie 2020 în New York City, după care s-au mutat în Atlanta o lună mai târziu; filmările s-au încheiat în martie 2021. Niciun drum spre casă explorează conceptul multiversului și face conexiuni cu foștii Oameni-păianjen, numeroși actori reluându-și rolurile din filmele anterioare, regizate de Sam Raimi și Marc Webb. Întoarcerea foștilor actori Maguire și Garfield a fost subiect de speculație și, atât Sony cât și Marvel au încercat să țină acest lucru secret cât mai mult timp posibil.
Omul-Păianjen: Niciun drum spre casă a avut premiera la Fox Village Theatre în Los Angeles pe 13 decembrie 2021 și a fost lansat în cinematografe pe 17 decembrie 2021, ca parte a Fazei 4 din MCU. Filmul a fost întâmpinat pozitiv de către critici, care au lăudat povestea, traiectoria, secvențele de acțiune și jocul actorilor. A încasat peste 1,9 miliarde $ internațional, devenind cel mai bun film al anului 2021, al șaselea cel mai profitabil film din toate timpurile, dar a doborât și numeroase alte recorduri de încasări, inclusiv acela de cel mai bun film lansat în timpul pandemiei de COVID-19. Filmul a primit numeroase premii și nominalizări, inclusiv o nominalizare pentru Cele mai bune efecte vizuale la Premiile Oscar 2022. O continuare este programată pentru lansare pe 31 iulie 2026.

## Sinopsis
După ce Quentin Beck îi înscenează lui Peter Parker fărădelegile și îi dezvăluie identitatea ca și Omul-Păianjen, Parker, prietena lui MJ, cel mai bun prieten Ned și mătușa May sunt interogați de Departamentul de Control al Daunelor. Avocatul Matt Murdock / Daredevil îl achită pe Parker, dar grupul ajunge într-o lumină negativă. După ce Parker, MJ, și Ned aplică la MIT și sunt respinși, Parker se duce la New York Sanctum pentru a-l ruga pe Stephen Strange să-l ajute. Strange sugerează o vrajă care să-i facă pe toți să uite că Parker este Omul-Păianjen, dar aceasta devine coruptă atunci când Parker cere în mod repetat alterații, pentru ca cei dragi să-și păstreze amintirile. Strange își retrage vraja și îl izgonește pe Parker.
Parker încearcă să convingă un administrator de la MIT să reia în considerare admiterile lui MJ și Ned, dar este atacat de Otto Octavius. Octavius preia o parte din nanotehnologia din costumul lui Parker și o atașează de brațele sale, lucru ce îi permite însă lui Parker să le dezactiveze. În timp ce Norman Osborn sosește și atacă, Strange îl teleportează pe Parker înapoi în Sanctum și îl închide pe Octavius într-o celulă lângă Curt Connors. Strange explică că, înainte să apuce să închidă vraja, anumiți oameni ce cunoșteau identitatea lui Parker au intrat în acest univers. El le ordonă lui Parker, MJ și Ned să-i găsească și să-i captureze; ei reușesc să-i găsească și captureze pe Max Dillon și Flint Marko.
Osborn își recapătă controlul în defavoarea personalității lui Green Goblin. El se duce într-o clădire F.E.A.S.T., acolo unde îl găsește May, iar Parker îl aduce la Sanctum. În timp ce își discută bătăliile cu Omul-Păianjen, Osborn, Octavius și Dillon realizează că au fost scoși din universul lor chiar înainte să moară. Strange se pregătește să anuleze definitiv vraja și să-i trimită pe fiecare antagonist în universul propriu, dar Parker spune că aceștia trebuie vindecați de puterea lor pentru a le preveni moartea la reîntoarcerea în universul propriu. Parker fură vraja, îl blochează pe Strange în Dimensiunea Oglinzilor și, împreună cu May, îi duce pe antagoniști la apartamentul lui Happy Hogan. Îl vindecă pe Octavius, dar personalitatea Goblin a lui Osborn recapătă controlul și îi convinge pe restul răufăcătorilor să-l trădeze pe Parker. În timp ce Dillon, Marko și Connors scapă, Osborn o rănește fatal pe May. Înainte să moară, May îi spune lui Parker că "odată cu puterea, vine și responsabilitatea".
Ned descoperă că poate crea portaluri folosind inelul lui Strange, cu care el și MJ încearcă să-l localizeze pe Parker. În schimb, ei îi găsesc pe "Peter 2" și "Peter 3", versiuni alternative ale lui Parker care au fost aduse odată cu vraja lui Strange. Grupul îl găsește pe Parker, iar cei trei împărtășesc poveștile comune despre cum i-au pierdut pe cei dragi. Ei îl încurajează pe Parker să lupte în memoria lui May, după care cei trei dezvoltă antidoturi pentru antagoniștii lor. Aceștia îi momesc pe Dillon, Marko și Connors la Statuia Libertății, acolo unde Peter 2 și Parker îi vindecă pe Marko și Connors, în timp ce Octavius sosește pentru a-l vindeca pe Dillon. Ned îl eliberează pe Strange din Dimensiunea Oglinzilor cu un portal.
Osborn ajunge și dezlănțuie vraja, iar mai mulți antagoniști din alte universuri încep să apară. Strange încearcă să-i oprească, în timp ce un Parker furios încearcă să-l omoare pe Osborn. Peter 2 îl oprește, iar Peter 3 îl ajută pe Parker să-i injecteze antidotul lui Osborn, restabilindu-i sănătatea mintală. Parker realizează că singura soluție pentru a proteja multiversul este să fie șters din memoria tuturor, cu ajutorul lui Strange, în timp ce îi promite lui MJ și Ned că îi va găsi din nou. Vraja este dusă la capăt și fiecare este dus înapoi în propriul univers—inclusiv Eddie Brock, care lasă în urmă o fărâmă de simbiot. Două săptămâni mai târziu, Parker o vizitează pe MJ și Ned pentru a reface cunoștință, dar se răzgândește. În timp ce jelește la mormântul lui May, are o conversație cu Hogan și devine hotărât să meargă mai departe, făcându-și un nou costum și ocupându-se de cartier.

## Distribuție
- Tom Holland în rolul lui Peter Parker / Omul-Păianjen:
Un adolescent și Răzbunător care a primit abilități de arahnidă după ce a fost mușcat de un păianjen radioactiv.[6] Filmul explorează evenimentele de după scena finală din Omul-Păianjen: Departe de casă (2019), în care identitatea secretă a lui Parker a fost dezvăluită,[7] iar Parker devine mai pesimist, în contrast cu filmele MCU anterioare. Holland a spus despre Parker că se simte înfrânt și nesigur și a fost nerăbdător să exploreze latura întunecată a personajului.[8] Revenirea la personajul Parker, inclusiv ridicarea tonalității vocii și întoarcerea la "adolescentul naiv și fermecător", a fost ciudată pentru Holland după ce a abordat roluri mai mature, precum cel din Cherry (2021).[9]
- Zendaya în rolul lui Michelle "MJ" Jones-Watson:
Colega de clasă și iubita lui Parker.[10][11] Numele complet al personajului este dezvăluit în film, anterior aceasta fiind cunoscută doar ca Michelle Jones, aducând personajul mai aproape de echivalentul din benzile desenate Mary Jane Watson.[11]
- Benedict Cumberbatch în rolul lui Dr. Stephen Strange: un neurochirurg ce devine Maestru al Artelor Mistice după un accident auto ce îi încheie cariera.[12] Holland a simțit că Strange nu este un mentor pentru Parker, precum a fost Tony Stark în Omul-Păianjen: Întoarcerea acasă (2017), dar i-a văzut în schimb ca și colegi și a spus că relația dintre ei se șubrezește pe parcursul filmului.[13] Cumberbatch a simțit că a existat o relație apropiată între Strange și Parker din cauza faptului că amândoi sunt supereroi de cartier cu o istorie comună.[14] Co-scenaristul Chris McKenna l-a descris pe Strange ca vocea rațiunii în film.[15]
- Jacob Batalon în rolul lui Ned Leeds: Cel mai bun prieten al lui Parker.[16][11] Batalon a pierdut 46 kg pentru acest rol.[17]
- Jon Favreau în rolul lui Harold "Happy" Hogan: Șeful securității la Stark Industries și fost șofer și bodyguard al lui Tony Stark, care are grijă de Parker.[18]
- Jamie Foxx în rolul lui Max Dillon / Electro:
Un inginer de la Oscorp dintr-o realitate alternativă, care a dobândit puterile electrice după un accident ce a implicat țipari modificați genetic. Foxx își reia rolul din filmul Uimitorul Om-Păianjen 2 (2014) regizat de Marc Webb.[16][19] Personajul a fost redesenat pentru acest film, schimbând culoarea originală albastră din benzile Ultimate Marvel pentru cea galben-aurie din benzile desenate originale.[20]
- Willem Dafoe în rolul lui Norman Osborn / Green Goblin:
Cercetător și CEO al Oscorp dintr-o realitate alternativă, ce a testat un ser instabil pe propria piele. El a dezvoltat o personalitate separată nebună ce folosește echipamentul și armura Oscorp. Dafoe reia rolul din trilogia lui Sam Raimi.[21] Dafoe a simțit că Green Goblin a avansat după portretizarea din Omul-Păianjen (2002) și încă mai are "niște trucuri în mânecă" pentru acest film. Personajul a suferit modificări pentru a se asemăna mai mult cu varianta din benzile desenate originale.[22]
- Alfred Molina în rolul lui Otto Octavius / Doctor Octopus:
Un cercetător dintr-o realitate alternativă cu patru brațe mecanice inteligente, lipite de corp după un accident. Molina reia rolul din filmul Omul-Păianjen 2 (2004) al lui Raimi,[23] filmul continuând evenimentele premergătoare morții sale din pelicula originală. Molina a fost surprins de această abordare, deoarece a îmbătrânit de la acel film și nu mai avea același fizic; tehnologica digital de-aging a fost folosită pentru a se apropia cu fizicul din Omul-Păianjen 2.[24] Tentaculele mecanice au fost create complet prin CGI, spre deosebire de abordarea parțial-mecanică din Omul-Păianjen 2.[25]
- Benedict Wong în rolul lui Wong: Mentorul și prietenul lui Strange care a devenit Vrăjitorul Suprem în lipsa lui Strange, cauzată de pocnitura din degete a lui Thanos.[26][18]
- Tony Revolori în rolul lui Eugene "Flash" Thompson: Colegul de clasă al lui Parker și fost rival.[27]
- Marisa Tomei în rolul lui May Parker:
Mătușa lui Parker.[28] În timpul dezvoltării poveștii, scenariștii au realizat că May va juca un rol similar ca al Unchiului Ben în ecranizările anterioare. De aceea, a fost reintrodusă fraza "odată cu puterea, vine și responsabilitatea", de vreme ce ea este și un "ghid moral" pentru Parker în MCU.[29]
- Andrew Garfield în rolul lui Peter Parker / Omul-Păianjen:
O versiunea alternativă a lui Parker care este bântuit de eșec după ce nu a reușit să își salveze prietena decedată, Gwen Stacy.[30][29] Garfield își reia rolul din seria Uimitorul Om-Păianjen a lui Webb.[31][32] Ceilalți Oameni-Păianjen fac referire la el ca "Peter 3".[33][34] Garfield s-a bucurat la rolul de frate mijlociu și a fost interesat să exploreze ideea unui Parker plin de remușcări după evenimentele din Uimitorul Om-Păianjen 2, inclusiv de cum acele lecții pot fi transmise către personajul lui Holland.[29]
- Tobey Maguire în rolul lui Peter Parker / Omul-Păianjen:
O versiune alternativă a lui Parker care folosește pânze organice.[35] Maguire își reia rolul din trilogia lui Raimi.[31][32] Ceilalți Oameni-Păianjen fac referire la el ca "Peter 2".[34] Maguire a dorit ca filmul să prezinte puține detalii despre ce s-a întâmplat cu personajul său după evenimentele din Omul-Păianjen 3 (2007).[29]

Rhys Ifans reia rolul lui Dr. Curt Connors / Lizard, un cercetător de la Oscorp din seria lui Webb, care s-a transformat într-o reptilă uriașă după ce a încercat să își recapete brațul. Thomas Haden Church reia rolul lui Flint Marko / Sandman, un pungaș din Omul-Păianjen 3, care a primit abilități nisipoase după un accident. Atât Ifans, cât și Church au furnizat vocile, dar forma umană de la final a fost obținută cu ajutorul arhivelor de la Uimitorul Om-Păianjen și Omul-Păianjen 3, respectiv. Charlie Cox reia rolul lui Matt Murdock din seria televizată pe Netflix, iar Tom Hardy reia rolul lui Eddie Brock / Venom într-o apariție cameo la scena de final.
Din filmele anterioare MCU, își reiau rolurile: Angourie Rice în rolul lui Betty Brant, colega de clasă a lui Parker și fosta prietenă a lui Ned; Hannibal Buress în rolul antrenorului Wilson, profesorul de educație fizică de la Midtown School of Science and Technology; Martin Starr în rolul lui Roger Harrington, profesor al lui Parker; J. B. Smoove în rolul profesorului Julius Dell; și J. K. Simmons în rolul lui J. Jonah Jameson, gazda TheDailyBugle.net. Jake Gyllenhaal apare ca Quentin Beck / Mysterio prin arhivă de la Departe de casă. Mai apar în film, Paula Newsome în rolul administratoarei de la MIT, Arian Moayed în rolul agentului Cleary de la Departamentul de Control al Daunelor, Mary Rivera în rolul bunicii lui Ned, și Cristo Fernández în rolul barmanului ce îl servește pe Brock. Fratele lui Holland, Harry, trebuia să apară în rolul unui dealer de droguri, dar scenele sale au fost eliminate din variantă finală. Lexi Rabe, cea care a jucat-o pe fiica lui Tony Stark, Morgan, în Răzbunătorii: Sfârșitul jocului (2019), a avut o apariție care a fost eliminată însă din variantă finală.

## Producția

### Dezvoltare
În timpul producției pentru Omul-Păianjen: Întoarcerea acasă (2017), două continuări au fost plănuite de Marvel Studios și Sony Pictures. În iunie 2017, actorul Tom Holland a explicat că fiecare film va avea loc în anii diferiți de liceu ai lui Peter Parker, al treilea având loc în ultimul an al personajului. Șeful Marvel Studios, Kevin Feige, a notat în iulie 2019 că al treilea film va conține "o poveste cu Peter Parker ce n-a fost făcută până acum" din cauza finalului celui de-al doilea, Omul-Păianjen: Departe de casă (2019), în care s-a dezvăluit public că Parker este Omul-Păianjen.
Dezvoltarea la al treilea și al patrulea film MCU cu Omul-Păianjen a început în august 2019, Sony sperând că Holland și regizorul Jon Watts se vor întoarce pentru amândouă; Holland a fost contractat pentru a juca încă un film, în timp ce Watts și-a încheiat contractul de două filme și ar fi trebuit să semneze din nou pentru a mai face filme. Până în acel moment, Marvel Studios și compania-mamă The Walt Disney Studios discutau de câteva luni extinderea înțelegerii cu Sony. Înțelegerea curentă stipula ca Marvel și Feige să producă filmele cu Omul-Păianjen pentru Sony și primesc 5% din câștiguri. Sony dorea să extindă contractul pentru a include mai multe filme, iar termenii să rămână aceiași. Disney și-a exprimat îngrijorările în legătură cu munca asiduuă a lui Feige la franciza Marvel Cinematic Universe (MCU) și a cerut 25–50% din câștiguri pentru orice filme ulterioare produse de Feige pentru Sony. Nereușind să ajungă la un consens, Sony a anunțat că va merge mai departe cu filmele fără implicarea lui Feige sau a celor de la Marvel. Declarația stipula că acest lucru se poate schimba în viitor, i-au mulțumit lui Feige pentru munca depusă la primele două filme și că apreciază "calea pe care [Feige] a dus seria, pe care o vom continua." Chris McKenna și Erik Sommers au scris scenariul pentru al treilea film la momentul anunțului lui Sony, dar Watts a primit oferte să regizeze filme pentru alte studiouri, inclusiv să lucreze la o proprietate diferită a Marvel Studios și Feige.
În septembrie 2019, șeful Sony Pictures Entertainment Tony Vinciquerra a spus că "pentru moment, ușa este închisă" ca Omul-Păianjen să se întoarcă în MCU, și a confirmat că personajul va fi integrat în universul Sony Spider-Man Universe (SSU). Reacționând la comentariile fanilor după anunț, Vinciquerra a adăugat că "oamenii Marvel sunt minunați, avem doar respect pentru ei, dar pe de altă parte și noi avem oameni minunați. [Feige] nu a făcut toată treaba ... suntem destul de capabili să ne descurcăm și singuri." Cu toate acestea, după ce reacția negativă a fanilor a continuat la convenția Disney D23, și la rugămintea insistentă a lui Holland care a vorbit personal cu CEO-ul Disney, Bob Iger și cel de la Sony Pictures Motion Picture Group, Tom Rothman, companiile s-au întors la negocieri. Sony și Disney au anunțat o nouă înțelegere ce le va permite celor de la Marvel Studios și lui Feige să producă încă un film Omul-Păianjen MCU pentru Sony cu Amy Pascal, programat pentru 16 iulie 2021. Disney a cofinanțat cu 25% filmul, în schimbul a 25% din profit, și va păstra drepturile de merchandise ale personajului. Feige a fost "încântat" că personajul va rămâne în MCU și a spus că "toți cei de la Marvel Studios sunt încântați că vom lucra în continuare" la franciză. Înțelegerea îi permitea și lui Holland să apară în viitoarele filme Marvel Studios, precum și în universul Sony. Sony a descris filmele anterioare ale celor de la Marvel Studios ca pe o "colaborare grozavă", și a spus că "dorința noastră comună de a continua a fost egală cu cea a fanilor." La momentul noii înțelegeri, Watts era în negocieri finale pentru a regiza filmul.
Discutând despre noua înțelegere în octombrie 2019, Iger a atribuit succesul insistențelor lui Holland, precum și reacției fanilor. El a simțit că atât Sony, cât și Disney au uitat inițial că "există oameni care chiar contează" în timpul negocierilor. Rothman a spus că înțelegerea este o situație "win-win-win. Victorie pentru Sony, victorie pentru Disney, victorie pentru fani." El a simțit că rapoartele inițiale ale negocierilor nu erau chiar exacte cu discuțiile care au avut loc, și că înțelegerea finală ar fi avut loc indiferent de reacția fanilor. A fost confirmat că Zendaya va relua rolul lui MJ din filmele anterioare.

### Pre-producție
McKenna și Sommers au început să lucreze la scenariu la începutul lunii decembrie 2019. Ei au luat în considerare să-l folosească pe Kraven the Hunter ca antagonist principal al filmului, o idee pe care Watts i-a exprimat-o lui Holland, înainte ca povestea să se învârte în jurul unei idei similare cu O viață minunată (1946) în care Parker își pune o dorință în legătură cu identitatea sa acum publică. Acea idee l-a introdus pe Dr. Stephen Strange în poveste, iar cei doi au început să exploreze multiversul și eventual să reviziteze personaje din fostele filme Omul-Păianjen. Inițial, ei au crezut că acesta va fi doar un tease pentru fani, dar au decis eventual să integreze complet personajele în poveste. Sommers a spus, "Odată ce s-a decis la nivel colectiv că vom merge pe această cale, a trebuit să ne dedicăm și să facem ce-i mai bine pentru poveste". Ei au scris partea tuturor personajelor înainte ca actorii să confirme că se vor întoarce. Drafturile inițiale includeau fiecare personaj major din filmele anterioare, dar acest lucru a fost restrâns deoarece perechea credea că "s-au întins mai mult decât îi ținea plapuma". Perechea a lucrat mult pentru a evita ca filmul să fie "doar ce voiau fanii" prin folosirea personajelor anterioare ca mod de a spune povestea lui Peter Parker.
La sfârșitul lui 2019, filmările erau programate să înceapă la mijlocul lui 2020. În aprilie 2020, Sony a reprogramat data lansării pentru 5 noiembrie 2021, din cauza pandemiei de COVID-19. Cu toate că filmul trebuia, inițial, să aibă loc după evenimentele din Doctor Strange in the Multiverse of Madness (2022), permutarea datelor de lansare cu Niciun drum spre casă însemna că anumite elemente din poveste trebuiau rescrise, inclusiv faptul că Strange nu mai cunoștea atât de bine multiversul. McKenna a simțit că filmul a devenit "și mai înfricoșător, să te joci cu chestiile astea, deoarece este frica de necunoscut". În iunie, Marisa Tomei a confirmat că o va juca din nou pe May Parker, iar Watts va regiza. Ea a sperat ca munca lui May de om al comunității va fi inclusă în film. În iulie, Holland a spus că producția este planificată să aibă loc între decembrie 2020 și februarie 2021, iar Sony a mutat data lansării pentru 17 decembrie 2021. A fost confirmat că Tony Revolori îl va juca din nou pe Flash Thompson. La începutul lui octombrie 2020, era confirmat că Jacob Batalon și Benedict Cumberbatch să își reia rolurile lui Ned Leeds și Strange, în timp ce Jamie Foxx îl va juca din nou pe Max Dillon / Electro din seria de filme a lui Marc Webb, filmările începând la sfârșitul acelei luni. Cu puțin timp înainte de debutul filmărilor, anumiți actori importanți din film nu semnaseră încă. Conform lui Holland, filmul avea nevoie de "toți sau niciunul" pentru ca filmul să intre în faza producției.

### Filmări
Filmările secundare au avut loc între 14 și 16 octombrie 2020 în New York City, sub titlul de lucru Serenity Now, pentru a captura mostrele pentru efectele vizuale și cadrele generale. Filmări au mai avut loc în cartierele Astoria, Sunnyside și Long Island City din Queens. Pe 23 octombrie, au mai avut loc filmări la Greenwich Village din Manhattan.
Echipa de producție s-a mutat apoi în Atlanta pe 25 octombrie, iar lor li s-au alăturat Holland, Batalon, și Zendaya pentru filmările principale, după ce Holland a terminat filmările la Uncharted (2022) cu doar două zile în urmă. Mauro Fiore a fost directorul de imagine al filmului, înlocuindu-l pe Seamus McGarvey care a trebuit să părăsească producția după ce a contractat COVID-19. McGarvey a avut și un conflict de program după ce Niciun drum spre casă a fost întârziat din cauza pandemiei, de vreme ce filmările principale trebuiau inițial să înceapă în iulie 2020. Filmările din Atlanta au avut loc la Trilith Studios, cu măsuri de protecție stricte pe platouri pentru a preveni răspândirea COVID-19. Pentru a reduce interacțiunile dintre distribuție și echipă pe platouri, s-a pus în aplicare folosirea unei "tehnologii noi și inovative" care a scanat actorii într-un sistem de efecte vizuale ce le pre-aplica machiajul și costumele pentru etapa de post-producție. Un sistem de lumini a fost pus la punct pentru a le semnala actorilor de pe platou când își pot da jos sau pune masca. Cumberbatch a început filmările în Atlanta la sfârșitul lui noiembrie, înainte de a începe lucrul la Doctor Strange in the Multiverse of Madness, care a început filmările în acea lună la Londra. Filmările s-au desfășurat pe parcursul a 7-8 săptămâni sub titlurile de lucru Serenity Now și The November Project, înainte ca echipa să ia pauza de Crăciun.
În decembrie 2020, era planificat ca Alfred Molina să reia rolul lui Otto Octavius / Doctor Octopus din filmul Omul-Păianjen 2 (2004) regizat de Sam Raimi, împreună cu Tobey Maguire care îl va juca din nou pe supereroul din trilogia lui Raimi, iar Andrew Garfield îl va juca din nou pe Peter Parker din seria de filme a lui Webb. La acel moment, Collider a raportat că Maguire și Garfield vor apărea în film alături de Kirsten Dunst și Emma Stone (partenerele lor din propriile filme). Acest lucru a dus la speculații, Richard Newby de la The Hollywood Reporter crezând că acest stil crossover va "minimiza impactul" pe care l-a avut filmul animat Spider-Man: Into the Spider-Verse (2018) al celor de la Sony. Colegul său, Graeme McMillan, a simțit că acest crossover "Spider-Verse" îi va permite lui Marvel "să închidă povești vechi...și să îndeplinească niște visuri ale fanilor", în mare parte dacă negocierile dintre Marvel și Sony au rezultat în separarea Omului-Păianjen de MCU. Hoai-Tran Bui de la /Film a simțit că filmul va deveni supra-aglomerat și dorea ca Holland să ducă un film Omul-Păianjen fără "alte staruri care să-i arate cum se face", în timp ce Adam B. Vary de la Variety a notat că aceste zvonuri nu au fost confirmate și că aparițiile ar putea fi doar cameo. La puțin timp după, Holland a negat că Maguire și Garfield ar fi în film. Mulți dintre actorii din filmele anterioare au fost aduși pe platouri cu pelerine pentru a le preveni dezvăluirea. În timpul Crăciunului din 2020, McKenna și Sommers au rescris aparițiile lui Maguire și Garfield în film, precum și actul 3 al filmului, pentru ca actorii să poată începe filmările.
Feige a confirmat în decembrie 2020 că filmul va avea conexiuni cu Doctor Strange in the Multiverse of Madness. O lună mai târziu, el a spus că titlul filmului nu a fost anunțat, dar intern Marvel folosește titlul Homecoming 3. Charlie Cox, care l-a jucat pe Matt Murdock / Daredevil în serialul de pe Netflix, a avut filmările până în acel moment. Filmări au avut loc și la Frederick Douglass High School din Atlanta între 22 și 24 ianuarie. În februarie, Holland l-a descris ca "cel mai ambițios film cu supereroi", și a negat din nou că Maguire și Garfield vor apărea. La sfârșitul lui februarie, a fost anunțat titlul Omul-Păianjen: Niciun drum spre casă, continuând tradiția ultimelor două filme de a conține cuvântul "casă" în titlu. Filmări au avut loc și la Midtown High School din Atlanta între 19 și 21 martie. Sistemul școlilor publice din Atlanta a interzis orice fel de filmări din cauza pandemiei, dar a făcut o excepție pentru acest film din cauza faptului că și cele două filme anterioare au folosit aceeași locație. Hannibal Buress și-a reluat rolul antrenorului Coach Wilson. Holland a spus că Niciun drum spre casă are mai multe secvențe "viscerale" de luptă decât cele două filme anterioare, dar și mai multe lupte corp-la-corp. Filmările s-au încheiat pe 26 martie 2021.

### Post-producție
În aprilie 2021, Molina a confirmat că va apărea în film, explicând că i s-a spus să nu vorbească despre rolul său, dar realizând că apariția sa a fost subiectul multor zvonuri. Mai târziu în acea lună, J. B. Smoove a dezvăluit că îl va juca din nou pe Julius Dell, precum a făcut-o și în Departe de casă, în timp ce Charlie Cox a spus că nu a fost implicat în film. La începutul lunii mai, Garfield a negat că a fost rugat să apară în film, dar ulterior a spus "niciodată să nu spui niciodată", în timp ce Angourie Rice o va juca din nou pe Betty Brant.
Președintele Sony Pictures Group, Sanford Panitch, a înțeles că ar putea exista confuzie în rândul fanilor în legătură cu relația dintre SSU și MCU, dar a spus că există un plan pentru a clarifica asta. El a adăugat că "oamenii vor înțelege mai bine spre ce ne îndreptăm" odată cu lansarea lui Niciun drum spre casă. Mulți au spus că introducerea elementelor de multivers în film ar fi soluția prin care Holland poate apărea în MCU și SSU. Trailerul oficial al filmului a confirmat implicările lui Jon Favreau în rolul lui Harold "Happy" Hogan și a lui Benedict Wong în rolul lui Wong, precum și cea a lui J. K. Simmons în rolul lui J. Jonah Jameson din Departe de casă (Simmons a jucat anterior o versiune diferită a personajului său în trilogia lui Raimi). A fost confirmat și că personajele Electro și Green Goblin vor apărea în film. În septembrie 2021, Garfield a negat din nou că este în film, spunând, "Indiferent de ce spun... o să fie ori foarte dezamăgitor pentru fani, ori foarte mișto".
La începutul lui octombrie, mulți se așteptau ca Tom Hardy să reia rolul lui Eddie Brock / Venom, după ce scena finală din Să fie carnagiu prezenta personajul transportat din universul SSU în cel MCU. Feige a spus că a existat o coordonare între echipa de la Să fie carnagiu și cea de la Niciun drum spre casă pentru a crea scena, scenă regizată de Watts în timpul producției pentru Niciun drum spre casă. Hardy a apărut în scena finală, cu toate că au existat discuții de a-l integra și pe el în bătălia finală a filmului. Ulterior în acea lună, Empire a anunțat că filmul va marca întoarcerea lui: Doctor Octopus, Electro, Green Goblin, Flint Marko / Sandman și Curt Connors / Lizard. Watts a spus, în continuare, că acestea sunt doar zvonuri neconfirmate și că "nu se grăbește să confirme sau să nege apariții" ale personajelor, iar Feige a spus că zvonurile sunt interactive pentru fani, dar audiențele n-ar trebui să aibă așteptări că toate se vor adeveri. Trailerul secund al filmului confirma aparițiile lui Dafoe, Church și Ifans.
La începutul lunii noiembrie 2021, Jorge Lendeborg Jr. a dezvăluit că va relua rolul lui Jason Ionello din Omul-Păianjen: Întoarcerea acasă și Departe de casă. La mijlocul acelei luni, au fost încheiate filmări adiționale. Pascal a descris Niciun drum spre casă ca "deznodământ al trilogiei Homecoming", și Arian Moayed a dezvăluit că are un rol și în acest film. Dunst a spus că nu joacă în film, dar "nu ar spune niciodată nu" pentru a relua rolul lui Mary Jane Watson. Jeffrey Ford și Leigh Folsom Boyd au fost editorii filmului. Un trailer scurt al Doctor Strange in the Multiverse of Madness a fost inclus la finalul filmului, după care a fost lansat în spațiul online, la puțin timp după premiera lui Niciun drum spre casă.

## Muzica
În noiembrie 2020, compozitorul filmelor Întoarcerea acasă și Departe de casă, Michael Giacchino, a fost confirmat că se va întoarce pentru Niciun drum spre casă. Coloana sonoră a filmului a fost lansată digital pe 17 decembrie 2021, piesa intitulată "Arachnoverture" fiind lansată ca single pe 9 decembrie, în timp ce piesa "Exit Through the Lobby" a fost lansată a doua zi. Giacchino are influențe din filmele anterioare Omul-Păianjen, unde compozitori au fost Hans Zimmer, James Horner, Danny Elfman și Christopher Young, dar s-a folosit și de creația proprie din Doctor Strange (2016).

## Promovare
În mai 2020, Sony a intrat într-un parteneriat promoțional cu Hyundai Motor Group pentru a prezenta noile modele și tehnologii în film; ulterior, Hyundai a lansat o reclamă, intitulată "Singurul drum spre casă", regizată de Watts pentru a promova filmul și modelul Ioniq 5, un SUV electric (care apare în film alături de modelul Hyundai Tucson), în care jucau Holland și Batalon. La sfârșitul lunii februarie 2021, Holland, Batalon și Zendaya au lansat trei fotografii cu personajele lor din film alături de titluri false precum Omul-Păianjen: Sună acasă, Omul-Păianjen: Distrugătorul de case și Omul-Păianjen: Casă, dulce casă. Titlul oficial al filmului a fost lansat a doua zi împreună cu un videoclip în care Holland, Batalon și Zendaya părăsesc biroul lui Watts (de unde se presupune că au primit titlurile false). Batalon și Zendaya au notat că nu poți avea încredere în Holland cu titlul filmului, de vreme ce el a dezvăluit "accidental" titlul filmului secund. Videoclipul se încheie cu titlul real al filmului, împreună cu alte jocuri de cuvinte cu "casă" care au fost luate în considerare. Jennifer Bisset de la CNET a sugerat că titlurile false ar putea sugera antagoniștii filmului, inclusiv pe Electro sau Doctor Octopus, în timp ce Umberto Gonzalez de la TheWrap le-a numit amuzante și a notat că cel cu Sună acasă poate fi o referință la E.T. the Extra-Terrestrial (1982). Gregory Lawrence de la Collider a simițit că Distrugătorul de case poate face referință la un film thriller din anii '90 și a spus că titlurile au fost doar niște glume pentru a încânta fanii. El a comparat fotografiile cu "minunile terifiante" din filmele lui Steven Spielberg și cu The Goonies (1985), în timp ce Germain Lussier de la io9 a spus că sunt "indicii subtile din filme precum Comoara națională sau Indiana Jones". În iulie 2021, Marvel a dezvăluit diferite jucării și figurine pentru film, inclusiv Funko Pop, Marvel Legends și seturi Lego.
La sfârșitul lui august 2021, când a fost întrebat de lipsa unui trailer și a imaginilor oficiale, Feige a spus că filmul nu este "un secret mai mare decât alte proiecte ale noastre" și a reafirmat că un trailer va fi lansat înainte de premiera filmului în cinematografe. Cu toate că Sony se ocupă oficial de partea de promovare, echipa de marketing se află în coordonare cu cea de la Disney pentru a se asigura că nu lansează conținut în același timp cu cealaltă, pentru ca situația să fie "win-win pentru toată lumea". Pe 22 august, un trailer neoficial a apărut în spațiul social, trailer pe care The Hollywood Reporter l-a considerat "legitim" după ce Sony s-a asigurat ca acesta să dispară din social media. Adam Chitwood de la Collider a notat "fervoarea" de la acest trailer și a simțit că filmul nu va putea "ajunge la așteptările fanilor". Chitwood a continuat că restul filmelor lansate de Marvel în 2021 nu au avut parte de aceeași dorința precum Niciun drum spre casă, evidențiind faptul că toate lucrurile au fost făcute pentru ca filmul să pară "o experiență de o dată în viață". El s-a întrebat și dacă Sony este conștient de marketingul pe care îl face pentru un film care are data lansării nesigură, având in vedere tulpinile COVID-19.
Primul trailer oficial a fost lansat pe 23 august, în timpul convenției Sony CinemaCon 2021. Devan Coggan de la Entertainment Weekly a notat că trailerul confirmă conceptul multiversului în film, inclusiv elemente din filmele lui Raimi și Webb, în timp ce Ethan Anderton de la /Film a numit trailerul "foarte palpitant" de vreme ce a confirmat multe din zvonuri. Austen Goslin de la Polygon a spus, în schimb, că multe dintre zvonuri nu au fost prezente în trailer, simțind că multe dintre lucruri au fost false sau că Marvel încă plănuiește să le țină secret. Joshua Meyer a numit trailerul "unic... plin de momente uimitoare" și a notat cum filmul va adapta poveștile din benzile desenate "One More Day"; Newby notase anterior că poveștile din benzile "One More Day" și "One Moment in Time" s-ar putea adeveri, după confirmarea lui Cumberbatch în film. Mulți alți comentatori au început să se gândească la echipa de antagoniști Sinister Six, după confirmarea lui Sandman și Lizard. Vinnie Mancuso de la Collider s-a bucurat să-i revadă pe Molina și Dafoe, dar a numit filmul o "incitare" de vreme ce "face un deserviciu poveștilor din prezent, printr-un memento că lucrurile dinainte erau mult mai bune". El a simțit și că trailerul s-a jucat cu "reticența continuă a celor de la Marvel de a-l lăsa pe Tom Holland să fie vedeta propriilor filme Omul-Păianjen" de vreme ce trailerul i-a oferit lui Parker "zero momente memorabile" printre atâtea elemente. Trailerul a avut 355,5 milioane de vizualizări în primele 24 ore de la lansare. Acesta a întrecut recordul filmului Răzbunătorii: Sfârșitul jocului (289 milioane de vizualizări) și a filmului secund Omul-Păianjen: Departe de casă (135 milioane).
Al doilea trailer oficial a avut premiera la cinematograful Regal Sherman Oaks din Los Angeles pe 16 noiembrie 2021. Goslin a simțit că trailerul "dezvăluie puterea completă a multiversului", în timp ce Matt Patches a notat absențele lui Maguire sau Garfield din trailer, dar a simțit că încă este "complet posibil ca cei doi să apară în film". Jason Robbins de la Collider a fost dezamăgit de trailer, spunând că este "ceea ce ne așteptam, dar mai puțin", de vreme ce prezenta doar antagoniștii și nu îi confirma pe Maguire sau Garfield sau "alte incursiuni în multivers". Anumiți comentatori au spus că în trailer au apărut Maguire și Garfield dar au fost editați și scoși. Pe 24 noiembrie, Sony a început să lanseze videoclipuri pe TikTok ca parte a campaniei de marketing a TheDailyBugle.net cu Simmons și Rice. în decembrie 2021, primul minut din film a apărut exclusiv la emisiunea Late Night with Seth Meyers, în timp ce un chioșc de ziare The Daily Bugle a fost amplasat în New York City în parteneriat cu Liberty Mutual pentru a promova filmul. Alte moduri de promovare au inclus jocurile Fortnite și PUBG Mobile, ce conțineau costume speciale cu Omul-Păianjen, Asus, al cărui laptop Republic of Gamers (ROG) este folosit de Ned în film, Xiaomi, iQOO, Continental AG și Tampico Beverages. Filmul a avut o valoare totală de promovare de 202 milioane $.

## Lansare

### Cinematografe
Omul-Păianjen: Niciun drum spre casă a avut premiera la Fox Village Theatre din Los Angeles pe 13 decembrie 2021. Filmul a fost lansat în Regatul Unit și Irlanda pe 15 decembrie, și în Statele Unite pe 17 decembrie, unde a fost prezent în 4.325 de cinematografe, inclusiv în RealD 3D, IMAX și 4DX. Anterior, avea data de lansare pe 16 iulie 2021, ulterior amânată pentru 5 noiembrie, după care amânată definitv pentru decembrie 2021, din cauza pandemiei de COVID-19. Este parte a Fazei 4 din MCU.
În august 2021, Sony și CJ 4DPlex au anunțat o înțelegere prin care aceștia vor lansa 15 filme Sony pe parcursul a trei ani în format ScreenX, inclusiv Niciun drum spre casă. În noiembrie 2021, a fost anunțat că filmul se va lansa și în China, devenind astfel primul film din Faza 4 care se lansează pe piața chinezească, de vreme ce Văduva Neagră, Shang-Chi și Legenda celor Zece Inele și Eternii nu au fost lansate în această țară, cu toate că până la data de ianuarie 2022, filmul nu a primit vreo dată de lansare.

### Home media
Omul-Păianjen: Niciun drum spre casă a fost lansat în format digital pe 15 martie 2022 și pe Ultra HD Blu-ray, Blu-ray, și DVD pe 12 aprilie 2022. Digital, filmul va fi disponibil și într-un pachet ce va conține, pe lângă cele trei filme ale lui Holland, și restul de cinci ce îi includ pe Maguire și Garfield, respectiv, în prim-plan. Pachetul conține și diverse scene de la filmări și faze amuzante, inclusiv o discuție între Dafoe, Molina și Foxx, dar și cea între Holland, Maguire și Garfield. Pe platforma Vudu, are cele mai multe precomenzi, surclasând precomenzile de la Răzbunătorii: Sfârșitul jocului.
Este programat și ca Omul-Păianjen: Niciun drum spre casă să se lanseze pe platforma Starz. Va fi ultimul film al Sony lansat pe o platformă exclusivă limitată streaming video on demand (SVOD), de vreme ce compania a încheiat o înțelegere cu Netflix până în anul 2026. În plus, Sony a încheiat un târg cu Disney în aprilie 2021, aceștia din urmă acordându-i lui Sony acces la conținut, inclusiv la filmele Omul-Păianjen anterioare și conținut Marvel în universul SSU, să devină disponibil pe platformele Disney+ și Hulu și pe canalul de cablu Disney. Titlurile Sony lansate în perioada 2022-2026 vor deveni disponibile pentru Disney ulterior lansării lor pe Netflix. În februarie 2022, Sony și-au reînnoit înțelegerea cu WarnerMedia pentru a face filmele disponibile pe platformele HBO Max și HBO în Europa Centrală și de Est, iar aceasta va include și Niciun drum spre casă.

## Primire

### Încasări
Omul-Păianjen: Niciun drum spre casă a încasat 804,8 milioane $ în Statele Unite și Canada și 1,096 miliarde $ în alte teritorii, pentru un total internațional de 1,901 miliarde $. Este cel mai profitabil film al anului 2021, al șaselea cel mai profitabil film din toate timpurile, al treilea cel mai profitabil film din Statele Unite și Canada, cel mai profitabil film din seria Omul-Păianjen și cel mai profitabil film lansat de Sony. Niciun drum spre casă este și primul film lansat după Războiul stelelor - Episodul IX: Ascensiunea lui Skywalker (2019) ce încasează peste 1 miliard $, devenind al treilea cel mai rapid film ce trece acest prag și primul din timpul pandemiei de COVID-19. A surclasat Jumanji: Aventură în junglă pentru a deveni cel mai profitabil film Sony Pictures din America de Nord. Deadline Hollywood a estimat că profitul net al filmului este de aproximativ 610 milioane $, luând în calcul costurile de producție, promovare și altele. A ajutat la revenirea profitului Cineworld, al doilea cel mai mare lanț de cinematografe din lume, la 88% din nivelul anului 2019.
În Statele Unite și Canada, Omul-Păianjen: Niciun drum spre casă a încasat 122 milioane $ (inclusiv cele 50 milioane $ din ecranizările de joi seară) în ziua lansării, devenind a doua cea mai profitabilă deschidere, după Răzbunătorii: Sfârșitul jocului (157 milioane $) și cea mai profitabilă deschidere pentru un film lansat în luna decembrie. În primul weekend de la lansare, filmul a încasat 260 milioane $, surclasând Răzbunătorii: Războiul Infinitului (257 milioane $) pentru a deveni a doua cea mai bună deschidere domestică din toate timpurile.
Filmul a încasat 43,6 milioane $ din cele 15 piețe din ziua deschiderii, Sony menținându-și recordurile în cele mai bune piețe (Coreea de Sud, Regatul Unit, Mexic, Italia și Taiwan). În Coreea de Sud, filmul a încasat 5,28 milioane $, surclasând Omul-Păianjen: Departe de casă cu peste 11% și cea mai bună deschidere pentru orice film lansat în timpul pandemiei. În Regatul Unit, a surclasat cele 10,1 milioane $ ale filmului Nu e vreme de murit. În India, deschiderea a obținut 4,8 milioane $, surclasând Sfârșitul jocului și filmul indian Sooryavanshi (2021). În cele cinci zile de după lansare, filmul a încasat 340,8 milioane $ din 60 piețe. Cele mai profitabile piețe pentru film s-au dovedit a fi Regatul Unit (92,4 milioane $), Mexic (64,9 milioane $), Coreea de Sud (51,4 milioane $), Franța (50,2 milioane $), Australia (42 milioane $), Brazilia (40,2 milioane $), India (34,2 milioane $), Rusia (34 milioane $), Germania (29,5 milioane $) și Indonezia (22,9 milioane $).

#### Recordul precomenzilor de bilete
Biletele s-au pus în vânzare pentru precomandă pe 29 noiembrie 2021, anumite site-uri precum Fandango și AMC Theatres blocându-se din cauza afluxului enorm al utilizatorilor ce încercau să cumpere bilete. Vânzările de bilete le-au surclasat pe cele de la Văduva Neagră în doar două ore și a depășit recordul de vânzări în 24 ore al filmului Răzbunătorii: Războiul Infinitului, Războiul stelelor - Episodul VIII: Ultimii Jedi (2017), Omul-Păianjen: Departe de casă, Ascensiunea lui Skywalker și Rogue One: O poveste Star Wars (2016). Niciun drum spre casă a avut a doua cea mai bună vânzare pe site-ul AMC, CEO-ul Adam Aron atribuind acest lucru NFT-urilor cu tematică Spider-Man.
Filmul a stabilit recorduri și în Mexic, vânzând doar în prima zi bilete în valoare de 7 milioane $, cu 40% mai multe decât Sfârșitul jocului. În Regatul Unit, filmul a surclasat Nu e vreme de murit de trei ori într-o perioadă de doar 12 zile, iar în Brazilia, vânzările au fost cu 5% peste cele ale filmului Sfârșitul jocului. Filmul a surclasat recordurile precomenzilor de la filmele Ascensiunea lui Skywalker în Polonia și Nu e vreme de murit în Portugalia. Alte piețe cu recorduri la vânzările de bilete includ Spania, Brazilia și America Centrală.

### Reacția criticilor
Site-ul web Rotten Tomatoes raportează un rating de 93%, cu un scor de 7.9/10, bazat pe 374 de recenzii. Concluzia site-ului: "O continuare Omul-Păianjen, Niciun drum spre casă extinde scopul și riscurile francizei fără să-și piardă simțul umorului sau duioșitatea." Pe Metacritic, filmul are un scor de 71 din 100, bazat pe 59 de recenzii, indicând "recenzii favorabile". Audiențele de pe CinemaScore i-au acordat filmului un scor de "A+" pe o scală de la F la A+, primul film Omul-Păianjen și al patrulea film MCU care primește această notă, după Răzbunătorii (2012), Pantera neagră (2018) și Răzbunătorii: Sfârșitul jocului. PostTrak a raportat 95% scor pozitiv, iar 89% l-ar recomanda cu siguranță.
Amelia Emberwing de la IGN i-a acordat filmului o notă de 8 din 10, spunând că "impactul asupra universului, precum și asupra emoțiilor, sunt meritate" și a lăudat performanțele lui Dafoe, Molina și Foxx. Pete Hammond de la Deadline Hollywood a lăudat regia lui Watts și a scris, "Holland, Zendaya și Batalon sunt un trio remarcabil, iar diferiții antagoniști care apar și dispar fac din acest film o pură distracție. Fanii vor fi în al nouălea cer". Peter Debruge de la Variety a lăudat performanțele lui Garfield și Maguire și a simțit că filmul "a furnizat suficient material din ultimele două decenii de aventuri cu Omul-Păianjen pentru ca audiențele să fie recompensate din plin". Scriind pentru Den of Geek, Don Kaye i-a acordat filmului 4 stele din 5, pentru secvențele de acțiune, jocul actorilor și chimia distribuției, spunând că "Niciun drum spre casă concentrează întregul spectru al filmelor Omul-Păianjen, în timp ce setează personajul pe un drum independent". Jennifer Bisset de la CNET a lăudat secvențele de acțiune, jocul actorilor și povestea, scriind: "Aproape poate fi simțită influența fraților Russo în jocul lui Holland pe un teritoriu nou și dificil. Dacă personajul ar deveni următorul Tony Stark, aceasta este abordarea prin care să sculptezi câteva zgârieturi pe fațada unui erou deja interesant. Dacă aveai așteptări să vezi cel mai bun film al anului, vei pleca cu siguranță satisfăcut".
Kevin Maher de la The Times i-a acordat filmului 4 stele din 5, spunând că a fost "satisfăcător de vizionat și periculos de discutat", și l-a descris ca pe o "dinamită de postmodernism care nu își abandonează în niciun moment, miezul emoțional." Benjamin Lee de la The Guardian i-a acordat filmului 3 stele din 5, lăudându-l pe Watts că "a adus numeroși antagoniști din universurile anterioare ale Omului-Păianjen, livrând o aventură bine coregrafiată care va încânta fanii pentru acest Crăciun" dar a simțit că scenariului "îi lipsește acea distracție și se chinuie să evadeze dintr-o poveste robotică". Kate Erbland de la IndieWire i-a acordat filmului o notă de "B–", simțind că munca lui Watts a fost "satisfăcătoare, emoțională și pe alocuri instabilă". Ea a găsit că scenariul a "petrecut prea mult timp pe poveștile oamenilor și planurilor pe care le știam deja, deviind de la traseu și, pur si simplu, amână inevitabilul". John DeFore de la The Hollywood Reporter a simțit că incluziunea "dezordinii multiversului" a încurajat "transformarea personajului în Iron Man", iar acest lucru a făcut filmul cu Holland "mai puțin interactiv".
Brian Lowry de la CNN a lăudat umorul și a scris, "Ce e deja evident, însă, este că filmul a fost conceput pentru a fi savurat și plăcut. Filmul este un fenomen eluziv, iar fanii îl vor aplauda în cinematografe, acolo unde "Omul-Păianjen" își va dezvălui pentru prima oară secretele și, ulterior, le va dezvolta." Richard Roeper de la Chicago Sun-Times i-a acordat filmului 3 din 4 și a lăudat performanțele lui Holland și Zendaya, scriind: "Nu este nimic nou sau memorabil la efectele practice sau CGI, dar rămânem conectați la film mulțumită lui Holland care rămâne cel mai bun Om-Păianjen cinematografic, în timp ce Zendaya împrumută inima, înțelepciunea și căldura fiecărui moment în care apare pe ecran. Continuăm să sperăm ca cei doi să se sărute, chiar dacă multiversul nu este de partea lor." Contrar, Bilge Ebiri de la Vulture a numit filmul "agresiv de mediocru," dar l-a lăudat pe Dafoe – despre care a zis că "are din nou parte de o distracție modestă cu personajul său divizat" – iar despre Garfield, "o încântare adevărată" și numindu-l cel mai bun din film.

### Premii
Niciun drum spre casă nu a fost luat în considerare pentru nominalizare la Premiile BAFTA 2022, de vreme ce filmul nu a devenit disponibil pe serviciul de streaming al BAFTA. Filmul a ajuns pe lista scurtă la Premiile Oscar 2022 la categoriile Cel mai bun mixaj sonor și Cele mai bune efecte vizuale, nominalizările finale fiind anunțate pe 8 februarie 2022. O listă publicată de Variety arăta că filmul a fost luat în considerare pentru multe alte categorii, inclusiv la cea de Cel mai bun film. Niciun drum spre casă a fost, în cele din urmă, nominalizat doar la categoria Cele mai bune efecte vizuale.
| Premiul                                      | Data ceremoniei   | Categoria                                                       | Beneficiar(i)                                                                                         | Rezultat     | Ref.            |
| -------------------------------------------- | ----------------- | --------------------------------------------------------------- | --- | ------------ | --------------- |
| Capri Hollywood International Film Festival  | 3 ianuarie 2022   | Cel mai bun montaj de sunet                                     | Omul-Păianjen: Niciun drum spre casă                                                                  | Câștigat     | [ 209 ]         |
| Capri Hollywood International Film Festival  | 3 ianuarie 2022   | Cel mai bun mixaj de sunet                                      | Omul-Păianjen: Niciun drum spre casă                                                                  | Câștigat     | [ 209 ]         |
| Capri Hollywood International Film Festival  | 3 ianuarie 2022   | Cele mai bune efecte vizuale                                    | Omul-Păianjen: Niciun drum spre casă                                                                  | Câștigat     | [ 209 ]         |
| Nickelodeon Kids' Choice Awards              | 9 aprilie 2022    | Filmul favorit                                                  | Omul-Păianjen: Niciun drum spre casă                                                                  | Câștigat     | [ 210 ]         |
| Nickelodeon Kids' Choice Awards              | 9 aprilie 2022    | Actorul favorit                                                 | Tom Holland                                                                                           | Câștigat     | [ 210 ]         |
| Nickelodeon Kids' Choice Awards              | 9 aprilie 2022    | Actrița favorită                                                | Zendaya                                                                                               | Câștigat     | [ 210 ]         |
| Premiul Asociației Criticilor de Film        | 17 martie 2022    | Cel mai bun film cu supereroi                                   | Omul-Păianjen: Niciun drum spre casă                                                                  | Câștigat     | [ 211 ]         |
| Premiul Asociației Criticilor de Film        | 17 martie 2022    | Cel mai bun actor într-un film cu supereroi                     | Andrew Garfield                                                                                       | Câștigat     | [ 211 ]         |
| Premiul Asociației Criticilor de Film        | 17 martie 2022    | Cel mai bun actor într-un film cu supereroi                     | Tom Holland                                                                                           | Nominalizare | [ 211 ]         |
| Premiul Asociației Criticilor de Film        | 17 martie 2022    | Cea mai bună actriță într-un film cu supereroi                  | Zendaya                                                                                               | Nominalizare | [ 211 ]         |
| Premiul Asociației Criticilor de Film        | 17 martie 2022    | Cel mai bun antagonist de film                                  | Willem Dafoe                                                                                          | Câștigat     | [ 211 ]         |
| Premiile Artios                              | 23 martie 2022    | Premiul Zeitgeist                                               | Sarah Halley Finn, Chase Paris, Tara Feldstein Bennett și Molly Doyle                                 | Câștigat     | [ 212 ]         |
| Austin Film Critics Association              | 11 ianuarie 2022  | Cele mai bune cascadorii                                        | Omul-Păianjen: Niciun drum spre casă                                                                  | Nominalizare | [ 213 ]         |
| Premiile Golden Schmoes                      | 21 martie 2022    | Cel mai bun film al anului                                      | Omul-Păianjen: Niciun drum spre casă                                                                  | Câștigat     | [ 214 ]         |
| Premiile Golden Schmoes                      | 21 martie 2022    | Cel mai bun regizor al anului                                   | Jon Watts                                                                                             | Nominalizare | [ 214 ]         |
| Premiile Golden Schmoes                      | 21 martie 2022    | Cel mai bun actor al anului                                     | Tom Holland                                                                                           | Nominalizare | [ 214 ]         |
| Premiile Golden Schmoes                      | 21 martie 2022    | Cel mai bun actor într-un rol secundar                          | Willem Dafoe                                                                                          | Câștigat     | [ 214 ]         |
| Premiile Golden Schmoes                      | 21 martie 2022    | Cel mai bun actor într-un rol secundar                          | Andrew Garfield                                                                                       | Nominalizare | [ 214 ]         |
| Premiile Golden Schmoes                      | 21 martie 2022    | Cel mai bun scenariu al anului                                  | Omul-Păianjen: Niciun drum spre casă                                                                  | Câștigat     | [ 214 ]         |
| Premiile Golden Schmoes                      | 21 martie 2022    | Cel mai supraevaluat film al anului                             | Omul-Păianjen: Niciun drum spre casă                                                                  | Nominalizare | [ 214 ]         |
| Premiile Golden Schmoes                      | 21 martie 2022    | Cel mai bun film SF al anului                                   | Omul-Păianjen: Niciun drum spre casă                                                                  | Nominalizare | [ 214 ]         |
| Premiile Golden Schmoes                      | 21 martie 2022    | Cele mai bune efecte speciale ale anului                        | Omul-Păianjen: Niciun drum spre casă                                                                  | Nominalizare | [ 214 ]         |
| Premiile Golden Schmoes                      | 21 martie 2022    | Cel mai cool personaj                                           | Peter Parker (seria The Amazing Spider-Man)                                                           | Câștigat     | [ 214 ]         |
| Premiile Golden Schmoes                      | 21 martie 2022    | Afișul anului                                                   | Omul-Păianjen: Niciun drum spre casă                                                                  | Nominalizare | [ 214 ]         |
| Premiile Golden Schmoes                      | 21 martie 2022    | Trailerul anului                                                | Omul-Păianjen: Niciun drum spre casă                                                                  | Câștigat     | [ 214 ]         |
| Premiile Golden Schmoes                      | 21 martie 2022    | Cea mai memorabilă scenă a anului                               | 'Matt Murdock'                                                                                        | Nominalizare | [ 214 ]         |
| Premiile Golden Schmoes                      | 21 martie 2022    | Cea mai memorabilă scenă a anului                               | 'Întâlnirea celor trei Oameni-păianjen'                                                               | Câștigat     | [ 214 ]         |
| Premiile Golden Schmoes                      | 21 martie 2022    | Secvența de acțiune a anului                                    | 'Cei trei Oameni-păianjen lucrând împreună'                                                           | Câștigat     | [ 214 ]         |
| Premiile Golden Schmoes                      | 21 martie 2022    | Replica anului                                                  | "Odată cu puterea, vine și responsabilitatea""                                                        | Nominalizare | [ 214 ]         |
| Golden Tomato Awards                         | 11 ianuarie 2022  | Cel mai bun film din 2021                                       | Omul-Păianjen: Niciun drum spre casă                                                                  | Câștigat     | [ 215 ]         |
| Golden Tomato Awards                         | 11 ianuarie 2022  | Cel mai bun film lansat internațional în 2021                   | Omul-Păianjen: Niciun drum spre casă                                                                  | Câștigat     | [ 216 ]         |
| Golden Tomato Awards                         | 11 ianuarie 2022  | Cel mai bun film bazat pe benzi desenate                        | Omul-Păianjen: Niciun drum spre casă                                                                  | Câștigat     | [ 217 ]         |
| Golden Tomato Awards                         | 31 ianuarie 2022  | Filmul preferat al fanilor                                      | Omul-Păianjen: Niciun drum spre casă                                                                  | Câștigat     | [ 218 ]         |
| Golden Tomato Awards                         | 31 ianuarie 2022  | Actorii preferați de fani                                       | Benedict Cumberbatch                                                                                  | Nominalizare | [ 219 ]         |
| Golden Tomato Awards                         | 31 ianuarie 2022  | Actorii preferați de fani                                       | Andrew Garfield                                                                                       | Nominalizare | [ 219 ]         |
| Golden Tomato Awards                         | 31 ianuarie 2022  | Actorii preferați de fani                                       | Tom Holland                                                                                           | Câștigat     | [ 219 ]         |
| Golden Tomato Awards                         | 31 ianuarie 2022  | Actrițele preferate ale fanilor                                 | Zendaya                                                                                               | Nominalizare | [ 220 ]         |
| Georgia Film Critics Association             | 14 ianuarie 2022  | Premiul Oglethorpe pentru Excelență în Cinema                   | Jon Watts, Chris McKenna, Erik Sommers                                                                | Câștigat     | [ 221 ]         |
| Houston Film Critics Society                 | 19 ianuarie 2022  | Cea mai bună coordonare a cascadoriilor                         | Omul-Păianjen: Niciun drum spre casă                                                                  | Nominalizare | [ 222 ]         |
| Motion Picture Sound Editors                 | 13 martie 2022    | Cel mai bun montaj de sunet – efecte audio și foley pentru film | Anthony Lamberti (designer sunet); Steven Ticknor (editor-șef sunet)                                  | Nominalizare | [ 223 ]         |
| Gold Derby Film Awards                       | 27 februarie 2022 | Cele mai bune efecte vizuale                                    | Kelly Port, Chris Waegner, Scott Edelstein și Dan Sudick                                              | Nominalizare | [ 224 ]         |
| Online Film Critics Society                  | 24 ianuarie 2022  | Cele mai bune efecte vizuale                                    | Omul-Păianjen: Niciun drum spre casă                                                                  | Nominalizare | [ 225 ]         |
| San Diego Film Critics Society               | 10 ianuarie 2022  | Cele mai bune efecte vizuale                                    | Omul-Păianjen: Niciun drum spre casă                                                                  | Nominalizare | [ 226 ] [ 227 ] |
| Seattle Film Critics Society                 | 17 ianuarie 2022  | Cele mai bune efecte vizuale                                    | Kelly Port, Chris Waegner, Scott Edelstein, Dan Sudick                                                | Nominalizare | [ 228 ]         |
| Seattle Film Critics Society                 | 17 ianuarie 2022  | Antagonistul anului                                             | Willem Dafoe                                                                                          | Nominalizare | [ 228 ]         |
| Golden Tomato Awards                         | 11 ianuarie 2022  | Cel mai bun film al anului 2021                                 | Omul-Păianjen: Niciun drum spre casă                                                                  | Câștigat     | [ 215 ]         |
| Golden Tomato Awards                         | 11 ianuarie 2022  | Cel mai bun film internațional lansat în 2021                   | Omul-Păianjen: Niciun drum spre casă                                                                  | Câștigat     | [ 216 ]         |
| Golden Tomato Awards                         | 11 ianuarie 2022  | Cel mai bun film bazat pe benzi desenate lansat în 2021         | Omul-Păianjen: Niciun drum spre casă                                                                  | Câștigat     | [ 217 ]         |
| Set Decorators Society of America            | 22 februarie 2022 | Cel mai bun decor/design al unui film SF sau Fantasy            | Rosemary Brandenburg (Decoruri); Darren Gilford (Design)                                              | Nominalizare | [ 229 ]         |
| Costume Designers Guild Awards               | 9 martie 2022     | Excelență în Filme Sci-Fi/Fantasy                               | Sanja M. Hays                                                                                         | Nominalizare | [ 230 ]         |
| International Film Music Critics Association | 17 februarie 2022 | Cea mai bună coloană sonoră pentru un film Fantasy/SF/Horror    | Michael Giacchino                                                                                     | Nominalizare | [ 231 ]         |
| International Film Music Critics Association | 17 februarie 2022 | Cea mai bună piesă a anului                                     | "Arachnoverture" de Michael Giacchino                                                                 | Câștigat     | [ 231 ]         |
| London Film Critics' Circle                  | 6 februarie 2022  | Actorul britanic/irlandez al anului                             | Andrew Garfield                                                                                       | Câștigat     | [ 232 ]         |
| Visual Effects Society                       | 8 martie 2022     | Cele mai bune efecte vizuale într-un material fotoreal          | Kelly Port, Julia Neighly, Chris Waegner, Scott Edelstein, Dan Sudick                                 | Nominalizare | [ 233 ]         |
| Visual Effects Society                       | 8 martie 2022     | Cel mai bun mediu creat într-un material fotoreal               | "The Mirror Dimension" – Eric Le Dieu de Ville, Thomas Dotheij, Ryan Olliffe, Claire Le Teuff         | Câștigat     | [ 233 ]         |
| Visual Effects Society                       | 8 martie 2022     | Cea mai bună compoziție și lumină într-un material fotoreal     | "Liberty Island Battle & Christmas Swing Finale" – Zac Campbell, Frida Nerdal, Louis Corr, Kelvin Yee | Nominalizare | [ 233 ]         |
| Cinema Audio Society                         | 19 martie 2022    | Cel mai bun mixaj de sunet pentru un lungmetraj de acțiune      | Willie Burton, Kevin O'Connell, Tony Lamberti, Warren Brown, Howard London, Randy K. Singer           | Nominalizare | [ 234 ]         |
| Premiile Oscar                               | 27 martie 2022    | Cele mai bune efecte vizuale                                    | Kelly Port, Chris Waegner, Scott Edelstein și Dan Sudick                                              | Nominalizare | [ 208 ]         |

## Viitor
În august 2019, un al patrulea film al francizei era în dezvoltare alături de Niciun drum spre casă. În februarie 2021, Holland a spus că Niciun drum spre casă era ultimul film din actualul contract, dar speră să îl mai joace pe Omul-Păianjen în viitor, dacă va mai fi rugat. În octombrie, Holland a spus că Niciun drum spre casă a fost tratat ca "sfârșitul francizei" care a început cu Întoarcerea acasă, alte filme adiționale cu Omul-Păianjen din MCU fiind diferite de prima trilogie și având o schimbare radicală. O lună mai târziu, Holland a spus că e nesigur dacă ar trebui să mai continue să îl mai joace pe Omul-Păianjen și că "a făcut ceva greșit" dacă încă îl va mai juca pe acesta când va avea 30 ani. El și-a exprimat interesul de a juca versiunea lui Miles Morales a Omului-Păianjen. În ciuda acestui lucru, producătorul Amy Pascal spera să continue să lucreze cu Holland la viitoarele filme Omul-Păianjen. Ulterior, în noiembrie, Pascal a spus că există planuri pentru încă o trilogie cu Holland, producția la primul film urmând să înceapă, cu toate că Sony nu are încă planuri oficiale pentru viitoarele filme Omul-Păianjen MCU.
Feige a confirmat în decembrie că el și Pascal, împreună cu Sony și Disney, începuseră să dezvolte o poveste pentru următorul film Omul-Păianjen după "decizia importantă" din Niciun drum spre casă, și a promis că parteneriatul dintre Sony și Disney nu se va mai rupe, precum s-a întâmplat în timpul dezvoltării lui Niciun drum spre casă.